# Jules Guérin (læge)
 Der er flere personer med dette navn, se Jules Guérin .
Jules René Guérin (født 11. marts 1801 i Boussu ved Jemappes, død 25. januar 1886 i Hyères) var en belgisk kirurg.
Guérin studerede i Louvain og fra 1821 i Paris, hvor han 1826 blev doktor med afhandlingen Sur l’observation en médecine et cetera. Han overtog 1828 Gazette de Santé, der fra 1830 fik navnet Gazette médicale de Paris, som han ved at åbne diskussion om de medicinske undervisningsforhold og om dagens medicinske spørgsmål fik bragt op til at blive det ledende blad, der fik stor indflydelse på den form, som en nedsat ministerialkommission gav den medicinske undervisning. 1832—37 skrev han en række arbejder over kolera, der vel prisbelønnedes, men som bragte ham i polemik med Pasteur, hvis teorier Guérin ikke vilde anerkende. 1838—43 udgav han 13 ortopædiske memoirer, delvis udarbejdede på det institut La Muette, som han 1839 havde grundet i Passy. Disse afhandlinger behandlede rygradsskævhed, klumpfod, rakitiske deformiteter og mange andre. Guérin indførte den subkutane metode i kirurgien (Essais sur la méthode souscutanée, 1841), ved hvilken man med et særligt instrument gennem en lille åbning i huden kunde overskære sener og muskler; den fremkaldte en meget livlig diskussion og fandt flere modstandere. Blandt Guérins skrifter mærkes Détermination rigoureusement scientifique des principes, méthodes et procedés de l'orthopédie, der 1837 prisbelønnedes, men af hvilket kun enkelte bind blev udgivne, Essai de physiologie générale (1843), Pansement des plaies par l'occlusion pneumatique (1878), Étude sur l'intoxication purulente (1879), Recherches sur les difformités congénitales (1880—82).